# Haruka Fukushima
Haruka Fukushima (フクシマ ハルカ, Fukushima Haruka) és una mangaka de shōjo. Feu el seu debut al manga en 1999 en la Revista Nakayoshi amb el seu manga premiat Sakuranbo Kiss. Considera que Otona ni Nuts és la seua obra mestra. Altres treball són Ai Ga Nakucha Ne!, Bibitte Mu-cho, Cherry Juice, Kedamono Damono, Fortune☆Cake, Young Mermaid, i més recentment Orange Planet; Tots els quals foren publicats en Nakayoshi. Nasqué el 12 d'abril, i cresqué en la Prefectura d'Okayama (a l'àrea de Chuugoku).

## Treballs
- Sakuranbo☆Kiss (さくらんぼ☆キッス), 1999
- Otona ni Nuts (おとなにナッツ), 2000–2002
- Bibitte mucho (ビビってむーちょ), 2002
- Missió: Amor (アイがなくちゃね!, Ai ga Nakuchane!), 2003
- Kedamono damono (けだものだもの), 2003–2005
- Cherry Juice (チェリージュース), 2004–2006
- Orange Planet (オレンジ・プラネット), des de 2006
- AAA (トリプルエー, toriparu ei), 2008